# Толстушко, Всеволод Юрьевич
Всеволод Юрьевич Толстушко (укр. Всеволод Юрійович Толстушко; род. 31 мая 1993, Киев) — украинский хоккеист, защитник; игрок сборной Украины.

## Карьера

#### Ранние годы
Знакомство Всеволода с хоккеем произошло в раннем детстве благодаря хоккейному окружению его отца. Среди друзей семьи на тот момент были хоккеисты Константин Касянчук и Олег Полковников. Впервые на коньки будущий защитник стал в 4 года во время семейного похода на каток, а уже в 5 лет отец отдал его в хоккейную школу. Первым тренером Всеволода в школе был Юрий Дмитриевич Крылов (1946—2010).

#### Профессиональный путь
Старт профессиональной карьеры Толстушко начался в киевском клубе «Сокол» в 2011/12 г. В середине этого же сезона молодой хоккеист успел сыграть в аренде у клуба «Винницкие Гайдамаки». Окрепнув в профессиональном плане, вернулся в «Сокол», но уже на позицию нападающего. Опыт игры в нападении сейчас крайне положительно сказывается на организации атак защитником.
В период с 2009 по 2012 год регулярно выступал за молодёжную и юниорскую сборную Украины по хоккею, в составе которых дважды был капитаном, а также признан лучшим защитником и лучшим игроком команды.
В сезоне 2013/14 Толстушко получил свой первый легионерский опыт в «МХК Дмитров». После сезона в российском клубе, хоккеиста пригласили играть во Францию. Во французском клубе Drakkars de Caen он отыграл весь следующий сезон (2014/15).
Особой значимостью в карьере Всеволода Толстушко отличился 2015 год. Его пригласили играть за донецкий «Донбасс», где он с первых игр закрепился в составе команды. Благодаря высокой результативности получил звание лучшего защитника-бомбардира сезона, чем помог команде завоевать первенство в регулярном чемпионате УХЛ.
В этом же сезоне он попал в основной состав Национальной сборной Украины по хоккею, которая участвовала в Олимпийской квалификации в Японии. На протяжении всего сезона Толстушко продолжал демонстрировать уверенную игру и лидерские качества, благодаря чему стал участником Чемпионата мира D1B. На этом турнире Национальная сборная Украины заняла первое место, что стало для хоккеиста вторым чемпионством в сезоне 2015/16.
Следующий сезон Толстушко продолжил выступать за «Донбасс», который накануне заслужил право на участие в Континентальном кубке. По ходу сезона 2016/17 Всеволод получил травму кисти, что помешало дальнейшему участию в чемпионате УХЛ. Упорство и огромное желание играть в плей-офф УХЛ и на Чемпионате мира D1A поспособствовали быстрой реабилитации и возвращению на лед. Однако, кадровые изменения в тренерском штабе «Донбасса» повлияли на решение не включать Толстушко в основной состав команды. Несмотря на трудности возвращения, хоккеисту удалось сохранить место в Национальной сборной и сыграть на домашнем Чемпионате мира.
На старте сезона 2017/18 Толстушко пополнил состав «Галицких Львов», где в 30 матчах набрал 25 (15+10) очков, что позволяло ему удерживать звание лучшего «снайпера» команды.
За день до закрытия трансферного окна, в январе 2018, Всеволода заявил один из ведущих клубов УХЛ «Кременчуг». В составе «Кременчуга» Толстушко дважды становился лучшим защитником месяца: в ноябре сезона 2018/19, когда набрал в 8 матчах 4 (1+3) очка при показателе полезности +7; 
 и в феврале, набрав в 7 матчах 8 (1+7) очков при показателе полезности +8, забросив победную шайбу в ворота «Ледяных Волков» и отдав сразу 4 результативных передачи в игре с «Белым Барсом».
По завершении сезона 2017/18 на Украине, 25-летний защитник отправился в Новую Зеландию, где в то время была зима, и сыграл в местном чемпионате за «Кентербери Ред Девилз». В составе «дьяволов» он в 15 играх набрал 12(4+8) очков. «Кентербери» завершил чемпионат на пятом месте. К началу сезона УХЛ, Сева вернулся на Украину и продолжил выступать за «Кременчуг».
Толстушко признан лучшим защитником чемпионата УХЛ сезона 2018/19 в рамках первой в истории церемонии награждения звезд украинского хоккея от УХЛ при поддержке [www.parimatch.com/ ТМ Parimatch].